# ATP de Roterdã
O ATP de Roterdã – ou ABN AMRO Open, atualmente – é um torneio de tênis profissional masculino, de nível ATP 500.
Realizado em Roterdã, nos Países Baixos, estreou nos anos 1970 e teve apenas dois hiatos. Os jogos são disputados em quadras duras cobertas durante o mês de fevereiro.

## Finais

### Simples
| Ano                           | Campeão                                  | Vice-Campeão                             | Resultado                                |
| ----------------------------- | ---------------------------------------- | ---------------------------------------- | ---------------------------------------- |
| 2025                          | Carlos Alcaraz                           | Alex de Minaur                           | 6–4, 3–6, 6–2                            |
| 2024                          | Jannik Sinner                            | Alex de Minaur                           | 7–5, 6–4                                 |
| 2023                          | Daniil Medvedev                          | Jannik Sinner                            | 5–7, 6–2, 6–2                            |
| 2022                          | Félix Auger-Aliassime                    | Stefanos Tsitsipas                       | 6–4, 6–2                                 |
| 2021                          | Andrey Rublev                            | Márton Fucsovics                         | 7–64, 6–4                                |
| 2020                          | Gaël Monfils                             | Félix Auger-Aliassime                    | 6–2, 6–4                                 |
| 2019                          | Gaël Monfils                             | Stan Wawrinka                            | 6–3, 1–6, 6–2                            |
| 2018                          | Roger Federer                            | Grigor Dimitrov                          | 6–2, 6–2                                 |
| 2017                          | Jo-Wilfried Tsonga                       | David Goffin                             | 4–6, 6–4, 6–1                            |
| 2016                          | Martin Kližan                            | Gaël Monfils                             | 16–7, 6–3, 6–1                           |
| 2015                          | Stanislas Wawrinka                       | Tomas Berdych                            | 4–6, 6–3, 6–4                            |
| 2014                          | Tomas Berdych                            | Marin Čilić                              | 6–4, 6–2                                 |
| 2013                          | Juan Martín del Potro                    | Julien Benneteau                         | 7–62, 6–3                                |
| 2012                          | Roger Federer                            | Juan Martín del Potro                    | 6–1, 6–4                                 |
| 2011                          | Robin Soderling                          | Jo-Wilfried Tsonga                       | 6–3, 3–6, 6–3                            |
| 2010                          | Robin Söderling                          | Mikhail Youzhny                          | 6–4, 2–0, ab.                            |
| 2009                          | Andy Murray                              | Rafael Nadal                             | 6–3, 4–6, 6–0                            |
| 2008                          | Michaël Llodra                           | Robin Söderling                          | 36–7, 6–3, 7–64                          |
| 2007                          | Mikhail Youzhny                          | Ivan Ljubičić                            | 6–2, 6–4                                 |
| 2006                          | Radek Štěpánek                           | Christophe Rochus                        | 6–0, 6–3                                 |
| 2005                          | Roger Federer                            | Ivan Ljubičić                            | 5–7, 7–5, 7–65                           |
| 2004                          | Lleyton Hewitt                           | Juan Carlos Ferrero                      | 16–7, 7–5, 6–4                           |
| 2003                          | Max Mirnyi                               | Raemon Sluiter                           | 7–63, 6–4                                |
| 2002                          | Nicolas Escudé                           | Tim Henman                               | 3–6, 7–66, 6–4                           |
| 2001                          | Nicolas Escudé                           | Roger Federer                            | 7–5, 3–6, 7–65                           |
| 2000                          | Cédric Pioline                           | Tim Henman                               | 36–7, 6–4, 7–64                          |
| 1999                          | Yevgeny Kafelnikov                       | Tim Henman                               | 6–2, 7–63                                |
| 1998                          | Jan Siemerink                            | Thomas Johansson                         | 7–62, 6–2                                |
| 1997                          | Richard Krajicek                         | Daniel Vacek                             | 7–64, 7–65                               |
| 1996                          | Goran Ivanišević                         | Yevgeny Kafelnikov                       | 6–4, 3–6, 6–3                            |
| 1995                          | Richard Krajicek                         | Paul Haarhuis                            | 7–65, 6–4                                |
| 1994                          | Michael Stich                            | Wayne Ferreira                           | 4–6, 6–3, 6–0                            |
| 1993                          | Anders Järryd                            | Karel Nováček                            | 6–3, 7–5                                 |
| 1992                          | Boris Becker                             | Alexander Volkov                         | 7–69, 4–6, 6–2                           |
| 1991                          | Omar Camporese                           | Ivan Lendl                               | 3–6, 7–64, 7–64                          |
| 1990                          | Brad Gilbert                             | Jonas Svensson                           | 6–1, 6–3                                 |
| 1989                          | Jakob Hlasek                             | Anders Järryd                            | 6–1, 7–5                                 |
| 1988                          | Stefan Edberg                            | Miloslav Mečíř                           | 7–6, 6–2                                 |
| 1987                          | Stefan Edberg                            | John McEnroe                             | 3–6, 6–3, 6–1                            |
| 1986                          | Joakim Nystrom                           | Anders Järryd                            | 6–0, 6–3                                 |
| 1985                          | Miloslav Mečíř                           | Jakob Hlasek                             | 6–1, 6–2                                 |
| 1984                          | Final cancelada devido à ameaça de bomba | Final cancelada devido à ameaça de bomba | Final cancelada devido à ameaça de bomba |
| 1983                          | Gene Mayer                               | Guillermo Vilas                          | 6–1, 7–6                                 |
| 1982                          | Guillermo Vilas                          | Jimmy Connors                            | 0–6, 6–2, 6–4                            |
| 1981                          | Jimmy Connors                            | Gene Mayer                               | 6–1, 2–6, 6–2                            |
| 1980                          | Heinz Gunthardt                          | Gene Mayer                               | 6–2, 6–4                                 |
| 1979                          | Björn Borg                               | John McEnroe                             | 6–4, 6–2                                 |
| 1978                          | Jimmy Connors                            | Raúl Ramírez                             | 7–5, 7–5                                 |
| 1977                          | Dick Stockton                            | Ilie Năstase                             | 2–6, 6–3, 6–3                            |
| 1976                          | Arthur Ashe                              | Robert Lutz                              | 6–3, 6–3                                 |
| 1975                          | Arthur Ashe                              | Tom Okker                                | 3–6, 6–2, 6–4                            |
| 1974                          | Tom Okker                                | Tom Gorman                               | 3–6, 7–62, 6–1                           |
| Torneio não realizado em 1973 |                                          |                                          |                                          |
| 1972                          | Arthur Ashe                              | Tom Okker                                | 3–6, 6–2, 6–1                            |

### Duplas
| Ano                           | Campeões                            | Vice-campeões                         | Resultado          |
| ----------------------------- | ----------------------------------- | ------------------------------------- | ------------------ |
| 2025                          | Simone Bolelli Andrea Vavassori     | Sander Gillé Jan Zieliński            | 6–2, 4–6, [10–6]   |
| 2024                          | Wesley Koolhof Nikola Mektić        | Robin Haase Botic van de Zandschulp   | 6–3, 7–5           |
| 2023                          | Ivan Dodig Austin Krajicek          | Rohan Bopanna Matthew Ebden           | 7–65, 2–6, [12–10] |
| 2022                          | Robin Haase Matwé Middelkoop        | Lloyd Harris Tim Pütz                 | 4–6, 7–65, [10–5]  |
| 2021                          | Nikola Mektić Mate Pavić            | Kevin Krawietz Horia Tecău            | 7–67, 6–2          |
| 2020                          | Pierre-Hugues Herbert Nicolas Mahut | Henri Kontinen Jan-Lennard Struff     | 7–65, 4–6, [10–7]  |
| 2019                          | Jérémy Chardy Henri Kontinen        | Jean-Julien Rojer Horia Tecău         | 7–65, 7–64         |
| 2018                          | Pierre-Hugues Herbert Nicolas Mahut | Oliver Marach Mate Pavić              | 2–6, 6–2, [10–7]   |
| 2017                          | Ivan Dodig Marcel Granollers        | Wesley Koolhof Matwe Middelkoop       | 7–65, 6–3          |
| 2016                          | Nicolas Mahut Vasek Pospisil        | Philipp Petzschner Alexander Peya     | 7–62, 6–4          |
| 2015                          | Jean-Julien Rojer Horia Tecău       | Jamie Murray John Peers               | 3–6, 6–3, [10–8]   |
| 2014                          | Michaël Llodra Nicolas Mahut        | Jean-Julien Rojer Horia Tecău         | 6–2, 7–64          |
| 2013                          | Robert Lindstedt Nenad Zimonjić     | Thiemo de Bakker Jesse Huta Galung    | 5–7, 6–3, [10–8]   |
| 2012                          | Michaël Llodra Nenad Zimonjić       | Robert Lindstedt Horia Tecău          | 4–6, 7–5, [16–14]  |
| 2011                          | Jürgen Melzer Philipp Petzschner    | Michaël Llodra Nenad Zimonjić         | 6–4, 3–6, [10–5]   |
| 2010                          | Daniel Nestor Nenad Zimonjić        | Simon Aspelin Paul Hanley             | 6–4, 4–6, [10–7]   |
| 2009                          | Daniel Nestor Nenad Zimonjić        | Lukáš Dlouhý Leander Paes             | 6–2, 7–5           |
| 2008                          | Tomáš Berdych Dmitry Tursunov       | Philipp Kohlschreiber Mikhail Youzhny | 7–5, 3–6, [10–7]   |
| 2007                          | Martin Damm Leander Paes            | Andrei Pavel Alexander Waske          | 6–3, 56–7, [10–7]  |
| 2006                          | Paul Hanley Kevin Ullyett           | Jonathan Erlich Andy Ram              | 7–64, 7–62         |
| 2005                          | Jonathan Erlich Andy Ram            | Cyril Suk Pavel Vízner                | 6–4, 4–6, 6–3      |
| 2004                          | Paul Hanley Radek Štěpánek          | Jonathan Erlich Andy Ram              | 5–7, 7–65, 7–5     |
| 2003                          | Wayne Arthurs Paul Hanley           | Roger Federer Max Mirnyi              | 7–64, 6–2          |
| 2002                          | Roger Federer Max Mirnyi            | Mark Knowles Daniel Nestor            | 4–6, 6–3, [10–4]   |
| 2001                          | Jonas Björkman Roger Federer        | Petr Pála Pavel Vízner                | 6–3, 6–0           |
| 2000                          | David Adams John-Laffnie de Jager   | Tim Henman Yevgeny Kafelnikov         | 5–7, 6–2, 6–3      |
| 1999                          | David Adams John-Laffnie de Jager   | Neil Broad Peter Tramacchi            | 56–7, 6–3, 6–4     |
| 1998                          | Jacco Eltingh Paul Haarhuis         | Neil Broad Piet Norval                | 7–6, 6–3           |
| 1997                          | Jacco Eltingh Paul Haarhuis         | Libor Pimek Byron Talbot              | 7–65, 6–4          |
| 1996                          | David Adams Marius Barnard          | Hendrik Jan Davids Cyril Suk          | 6–3, 5–7, 7–6      |
| 1995                          | Martin Damm Anders Järryd           | Tomas Carbonell Francisco Roig        | 6–3, 6–2           |
| 1994                          | Jeremy Bates Jonas Björkman         | Jacco Eltingh Paul Haarhuis           | 6–4, 6–1           |
| 1993                          | Henrik Holm Anders Järryd           | David Adams Andrei Olhovskiy          | 6–4, 7–6           |
| 1992                          | Marc-Kevin Goellner David Prinosil  | Paul Haarhuis Mark Koevermans         | 6–2, 6–7, 7–6      |
| 1991                          | Patrick Galbraith Anders Järryd     | Steve DeVries David Macpherson        | 7–6, 6–2           |
| 1990                          | Leonardo Lavalle Jorge Lozano       | Diego Nargiso Nicolás Pereira         | 6–3, 7–6           |
| 1989                          | Miloslav Mečíř Milan Šrejber        | Jan Gunnarsson Magnus Gustafsson      | 7–6, 6–0           |
| 1988                          | Patrik Kühnen Tore Meinecke         | Magnus Gustafsson Diego Nargiso       | 7–6, 7–6           |
| 1987                          | Stefan Edberg Anders Järryd         | Chip Hooper Mike Leach                | 3–6, 6–3, 6–4      |
| 1986                          | Stefan Edberg Slobodan Živojinović  | Wojtek Fibak Matt Mitchell            | 2–6, 6–3, 6–2      |
| 1985                          | Tomáš Šmíd Pavel Složil             | Vitas Gerulaitis Paul McNamee         | 6–4, 6–4           |
| 1984                          | Kevin Curren Wojtek Fibak           | Fritz Buehning Ferdi Taygan           | 6–4, 6–4           |
| 1983                          | Fritz Buehning Tom Gullikson        | Peter Fleming Pavel Složil            | 7–6, 4–6, 7–6      |
| 1982                          | Mark Edmondson Sherwood Stewart     | Fritz Buehning Kevin Curren           | 7–5, 6–2           |
| 1981                          | Fritz Buehning Ferdi Taygan         | Gene Mayer Sandy Mayer                | 7–6, 1–6, 6–4      |
| 1980                          | Vijay Amritraj Stan Smith           | Bill Scanlon Brian Teacher            | 6–4, 6–3           |
| 1979                          | Peter Fleming John McEnroe          | Heinz Günthardt Bernard Mitton        | 6–4, 6–4           |
| 1978                          | Fred McNair Raúl Ramírez            | Robert Lutz Stan Smith                | 6–2, 6–3           |
| 1977                          | Wojtek Fibak Tom Okker              | Vijay Amritraj Dick Stockton          | 6–4, 6–4           |
| 1976                          | Rod Laver Frew McMillan             | Arthur Ashe Tom Okker                 | 6–1, 46–7, 7–65    |
| 1975                          | Bob Hewitt Frew McMillan            | José Higueras Balázs Taróczy          | 6–2, 6–2           |
| 1974                          | Bob Hewitt Frew McMillan            | Pierre Barthès Ilie Năstase           | 3–6, 6–4, 6–3      |
| Torneio não realizado em 1973 |                                     |                                       |                    |
| 1972                          | Roy Emerson John Newcombe           | Arthur Ashe Robert Lutz               | 6–2, 6–3           |